# Памятник И. Н. Кульбертинову (Олёкминск)
«Памятник Кульбертинову Ивану Николаевичу, прославленному снайперу Великой Отечественной войны (1941—1945 гг.)» — памятник, посвящённый памяти прославленного снайпера Великой Отечественной войны Ивана Николаевича Кульбертинова в городе Олёкминск, Олёкминского улуса, Республики Саха (Якутия). Памятник истории и культуры местного значения.

## История
Иван Николаевич Кульбертинов (1917—1993) — участник Великой Отечественной войны, снайпер 23-й отдельной лыжной бригады 7-го гвардейского воздушно-десантного стрелкового полка 2-й гвардейской воздушно-десантной Проскуровской дивизии. Один из самых результативных снайперов времён Второй мировой войны. За всё время прибывания на фронтах Великой Отечественной войны уничтожил 487 фашистских солдат и офицеров.

## Описание памятника
Памятник участнику Великой Отечественной войны Ивану Николаевичу Кульбертинову установлен в 2005 году в центральной части города Олекминска в сквере по улице Спасской на аллее Кульбертинова. Памятник изготовлен из бетона, размещён на постаменте в виде пятиконечной звезды также из бетона. Герой-солдат изображён в полный рост, в армейской пилотке, в охотничьей кухлянке с якутским ножом за поясом и снайперской винтовкой на плече, то есть в той одежде, в которой в послевоенные годы Иван Николаевич привык ходить на охоту. Высота памятника от постамента 2,42 метра. Постамент выполнен в виде выпуклой пятиконечной звезды, на вершине звезды имеется пятиконечная площадка, на которой установлена фигура героя. Четырёхугольная плита из чёрного мрамора размещена у подножья постамента, на ней имеется надпись: «Легендарному снайперу Великой Отечественной войны Ивану Николаевичу Кульбертинову 1941—1945 гг.». Фундамент памятника невысокий и имеет также пятиконечную форму. Цветочные клумбы возведены по обе стороны от памятника по всему скверу.
В соответствии с приказом Министерства культуры и духовного развития Республики Саха (Якутия) «О включении выявленного объекта культурного наследия „Памятник Кульбертинову Ивану Николаевичу, прославленному снайперу Великой Отечественной войны (1941—1945 гг.)“, расположенного по адресу Республика Саха (Якутия), Олекминский улус (район), г. Олекминск, ул. Спасская», памятник внесён в реестр объектов культурного наследия народов Российской Федерации местного значения и охраняется государством.